# Williamsonia fletcheri
Williamsonia fletcheri är en trollsländeart som beskrevs av Williamson 1923. Williamsonia fletcheri ingår i släktet Williamsonia och familjen skimmertrollsländor. Inga underarter finns listade i Catalogue of Life.